# Державная икона Божией Матери
Держа́вная ико́на Бо́жией Ма́тери — почитаемая в Русской православной церкви чудотворная икона Богородицы. Была обретена, согласно донесению митрополита Московского Тихона, 2 (15) марта 1917 года в подвале Вознесенской церкви монаршего села Коломенского (ныне в черте Москвы).
Празднование иконы совершается в день её явления — 2 (15) марта.
Икона является главной святыней монархистов России.

## Обретение иконы

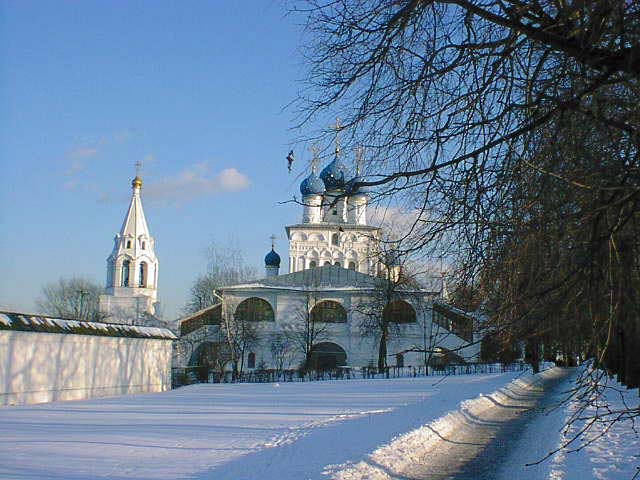
Храм Казанской иконы Божией Матери в Коломенском

Крестьянка слободы Перервы Бронницкого уезда Евдокия Андрианова во снах стала видеть Богородицу, велевшую пойти в Коломенское и найти там «чёрную» (то есть старую) икону и сделать её «красной» (восстановить). Крестьянка рассказала о снах настоятелю Вознесенского храма в Коломенском. После долгих поисков в подвалах церкви была найдена большая почерневшая от времени икона. На доске проступало изображение Христа на коленях у Богородицы, в руках Богородицы — царские регалии, скипетр и держава.
В донесении Синоду об этом событии митрополит Тихон, в частности, писал о иконе: «По сведениям, данным Членом Комиссии от Церковно-Археологического отдела при Московском Обществе Любителей Духовного Просвещения — протоиереем Страховым: икона не древняя, приблизительно конца XVIII века (не старше), по форме (вверху овальная) иконостасная, средняя, из третьего пояса (пророческого). По образу написания икона принадлежит к типу Цареградских икон Богоматери. Икона, вероятно, осталась от иконостаса, бывшего от Вознесенско[й] церкви ранее нынешнего (и об этом иконостасе известный археолог И. Снегирев сообщает, что он в своё время был перенесён из одной из церквей Московского Вознесенского монастыря)». Вскоре после обретения икону обновили в мастерских московского Алексеевского монастыря.
После обретения иконы, в тот же день, 2 марта 1917 года (15 по новому стилю), вечером в 23 часа 40 минут, император России Николай II подписал отречение от престола в пользу брата, великого князя Михаила Александровича.
После явления иконы Божией Матери Державная во всей России по церквам были разосланы её списки, но они были утеряны, спрятаны или уничтожены.
Были подготовлены служба и акафист иконе. В их составлении принимал участие патриарх Тихон.
В советское время икона хранилась в запасниках Исторического музея.

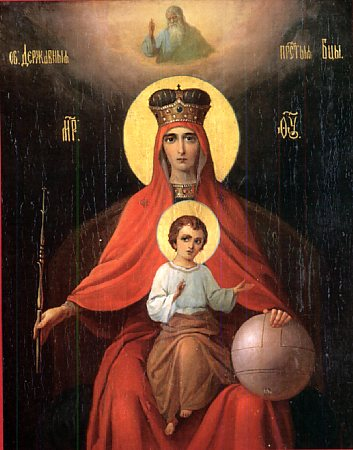
Один из списков Державной иконы

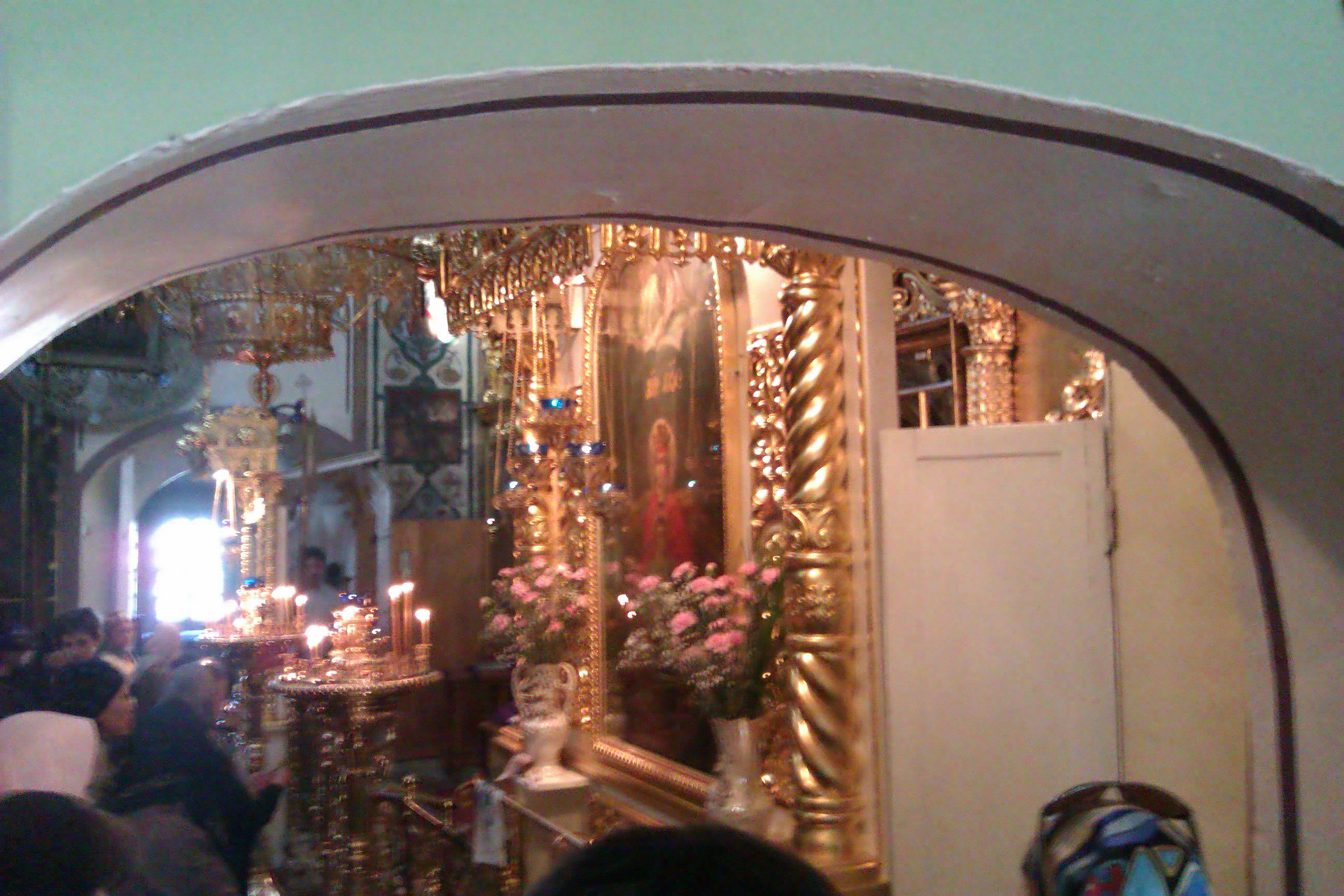
Икона в мае 2013 года

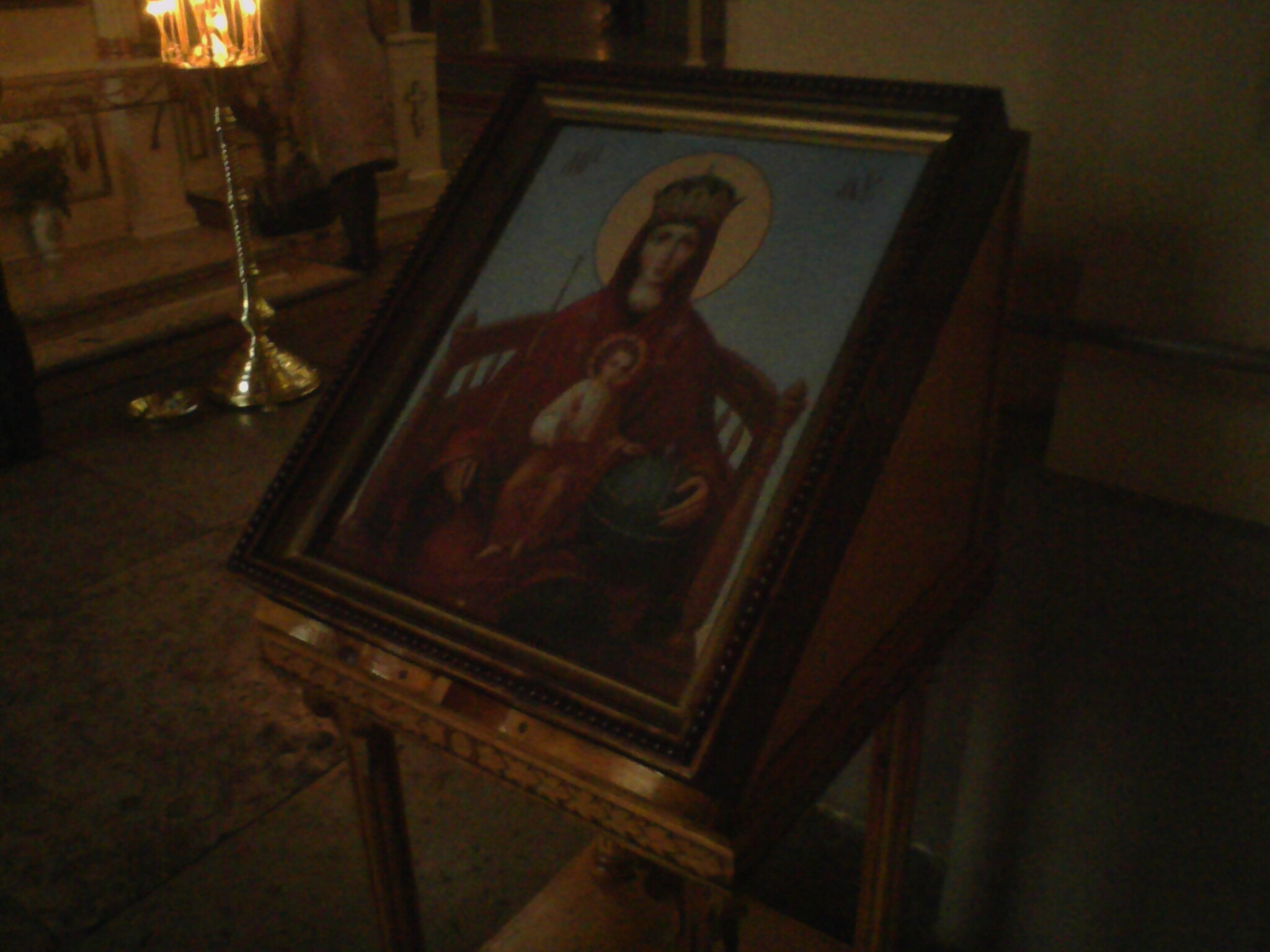
Список в Александро-Невской лавре

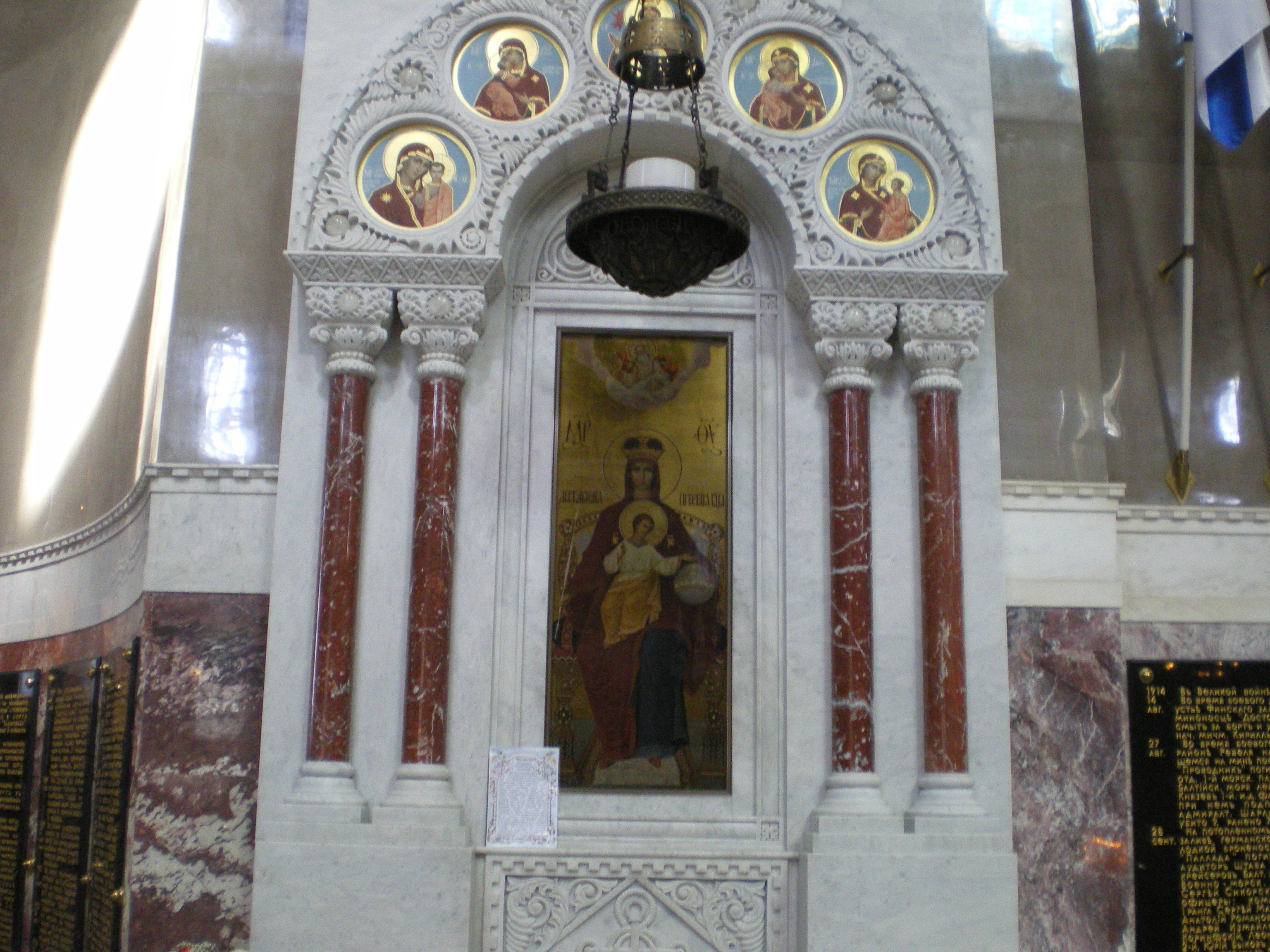
В кронштадтском Никольском морском соборе

## Новейшая история
В дни празднования 1000-летия крещения Руси (1988 г.) митрополиту Питириму и архимандриту Иннокентию (Просвирнину) удалось получить икону на временное хранение в Издательский отдел Московской Патриархии. По распоряжению директора Исторического музея К. Г. Левыкина она была негласно перенесена в ИОМП, где пребывала в алтаре домового храма во имя преподобного Иосифа Волоцкого.
27 июля 1990 года икона была возвращена в Коломенское и помещена в церкви Казанской иконы Божией Матери, где находится и в настоящее время.
После объединения Русской православной церкви и Русской православной церкви заграницей в августе 2007 года икону провезли по русским приходам Европы, Америки и Австралии.
В 2003 и 2014 годах икону вместе с Порт-Артурской иконой Божией Матери привозили в португальский город Фа́тиму, где в 1917 году произошли знаковые для русской монархии Фатимские явления Девы Марии.
В 2022 году Державная икона впервые в своей истории проходила процедуру научной реставрации в Троице-Сергиевой лавре.

## Значение иконы
Совпадение дня явления иконы с днём отречения императора было воспринято как символическое свидетельство передачи верховной царской власти и попечительства о России Богородице. По мнению историка Сергея Фомина, Богородица хранит символы царской власти, что даёт надежду на покаяние и возрождение России. В акафисте иконе, в частности, говорится «Радуйся, яко присно внушаеши нам омывати грехи своя слезами покаяния».
Архиепископ РПЦЗ Аверкий (Таушев) несколько раз в разных своих проповедях писал о значении иконы, например: «Матерь Божия не отняла окончательно Своего покрова над Русской Землёй, об этом видимо свидетельствует дивное явление поздней чудотворной иконы Её в самый день отречения от престола Государя Императора Николая Александровича — 2 марта 1917 года — Божией Матери Державной. Эта икона представляет Божию Матерь в царской короне, со скипетром и державою в руках, в красной, как бы пропитанной кровью одежде, со взглядом очей, выражающим скорбь. Что может значить это, как не то, что Матерь Божия Сама взяла в Свои руки верховную царскую власть над Русской Землёй, после того как обезумевшие русские люди отвергли своего Государя — Помазанника Божия? И Она со скорбью смотрит на тяжкие страдания русского народа, неизбежно вызванные его беснованием, и терпеливо ждёт, как истинная Мать, его покаяния и обращения к Богу. Сие буди, буди!…».
Патриарх Кирилл 4 ноября 2015 года, в праздник Казанской иконы Божией Матери и День народного единства, в Центральном выставочном зале «Манеж» в Москве в речи так высказался о значении иконы: «В центре выставки вы видите чудотворный Державный образ Божией Матери. У него особенная история: эта икона была найдена в подвале храма в Коломенском, ныне в черте города Москвы, в день отречения государя императора Николая II от престола. Когда был поднят образ Божией Матери, сидящей на царском престоле, и когда стало ясно, что наименование этого образа — „Державная“, тогда лучшие умы России восприняли это как Божий знак. Ушёл царь, но сама Богородица возглавила страну, и Покров Божией Матери не снимается с нашего Отечества».

## Почитание

### Церкви
- С установки часовни в честь иконы началось в 1995 году восстановление храма Христа Спасителя в Москве[18], сейчас это храм-часовня иконы Божией Матери «Державная» на Пречистенской набережной;
- в 2002—2006 годах в монастыре Святых Царственных Страстотерпцев в Екатеринбурге был построен храм в честь иконы[19], который в 2010 году сгорел[20], а в 2013 году патриарх Кирилл освятил закладку нового;
- в 2012 году на привокзальной площади Екатеринбурга был открыт ещё один храм в честь иконы;
- храм иконы Божией Матери «Державная» в Чертанове (Москва);
- церковь во имя Державной иконы Божией Матери (Санкт-Петербург);
- церковь иконы Божией Матери «Державная» при центре социальной реабилитации детей-сирот «Гелиос» (Санкт-Петербург)[21];
- собор в честь Державной иконы Божией Матери (Гдов);
- храм в честь иконы Божией Матери Державная в Самаре (2008);
- храм Державной иконы Божией Матери (город Жуковский);
- храм в честь Державной иконы Божией Матери (деревня Гусино Смоленской области)[22];
- храм в честь Державной иконы Божией Матери (Майкоп);
- церковь Державной иконы Божией Матери (Смоленск, мкрн. Гнездово)

и др.

### Молитвы
- Величание иконе Божией Матери «Державная»:

Величаем Тя, Пресвятая Дево, Богоизбранная Отроковице, и чтим Державный образ святыни Твоея, имже подаеши велию милость всем, с верою к нему притекающим.
- Тропарь иконе Божией Матери «Державная»:

Града Сионска взыскующе, под Твой покров, Дева Чистая, днесь притекаем, и никтоже возможет на ны, яко несть град силен, аще не Сущаго Бога, и несть ина крепость, аще не милость Владычицы Девы.